# Ann Packer
Ann Elizabeth Packer, angleška atletinja, * 8. marec 1942, Moulsford, Oxfordshire, Anglija, Združeno kraljestvo.
Nastopila je na olimpijskih igrah leta 1964, kjer je osvojila naslov olimpijske prvakinje v teku na 800 m s svetovnim rekordom in srebrno medaljo v teku na 400 m. Na evropskem prvenstvu leta 1962 je osvojila bronasto medaljo v štafeti 4×100 m.